# Film mythologique

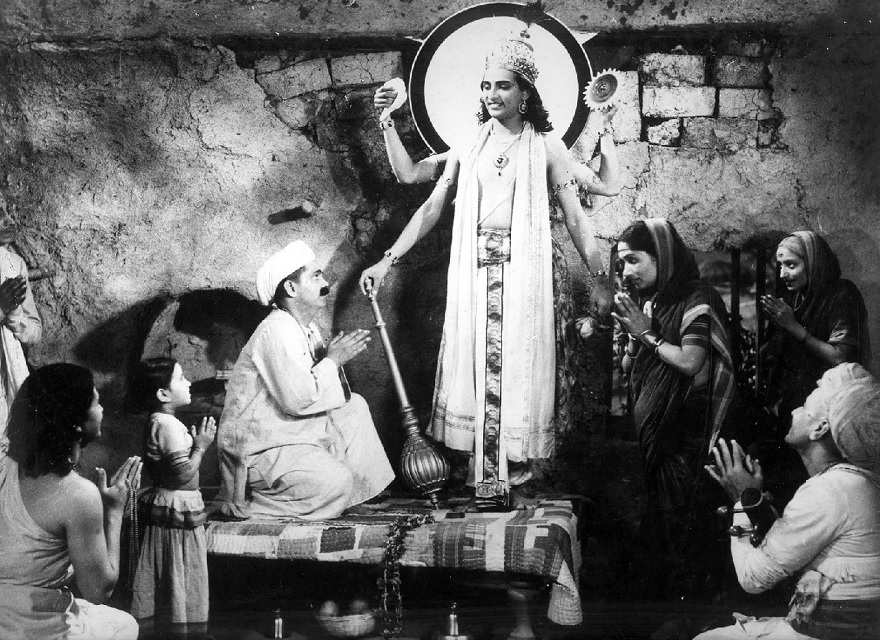
V. Shantaram sous les traits de Vishnou dans Surekha Haran (1921), un film mythologique basé sur un conte du sud de l'Inde avec les personnages du Mahabharata

Le film mythologique (mythological film ou mythological genre en anglais) est un genre cinématographique typique du cinéma indien, traitant des divinités de l'hindouisme, de leurs exploits et de leurs relations entre eux ainsi qu'avec les démons et les mortels. Les films de ce genre adaptent des histoires tirées de la mythologie indienne racontées dans des œuvres telles que le Mahabharata, le Ramayana ou les puranas.
Raja Harishchandra, réalisé par Dadasaheb Phalke en 1913, est le premier films du genre, et en même temps le premier film de fiction réalisé en Inde.

## Définition

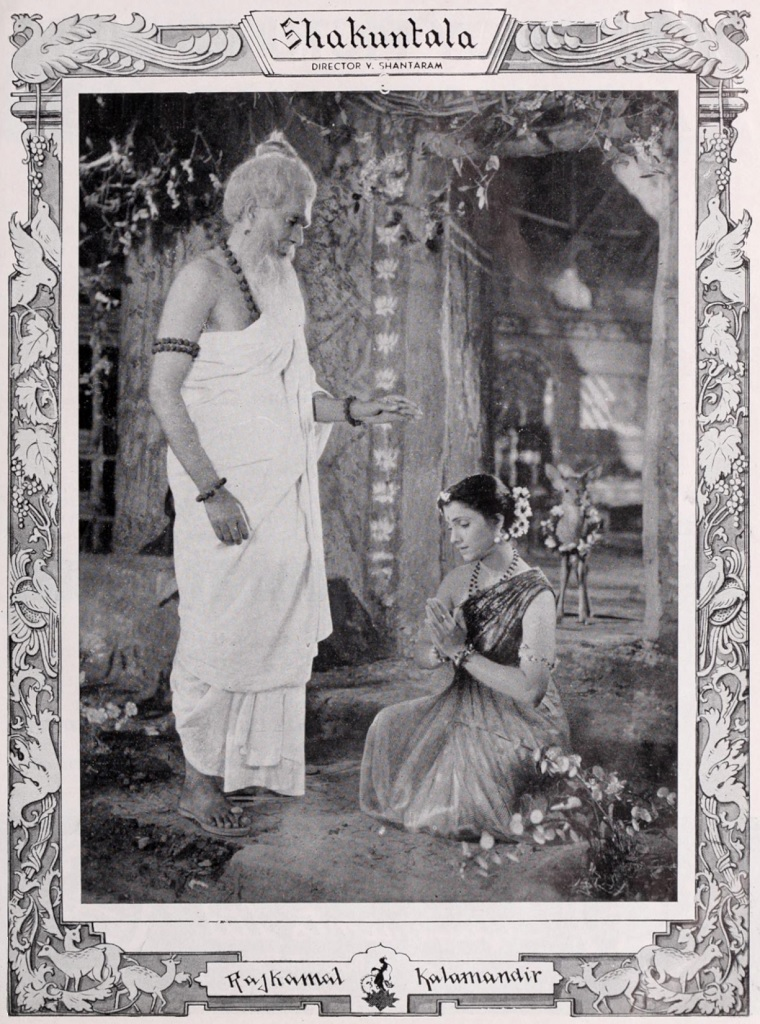
Image promotionnelle de Shakuntala (1943), un film mythologique de V. Shantaram adaptée de la pièce de Kalidasa, elle-même basée sur un épisode du Mahabharata

Le film mythologique, (en anglais mythological film ou mythological genre) est un genre cinématographique typique du cinéma indien, représentant les divinités de l'hindouisme, leurs exploits et leurs relations entre elles ainsi qu'avec les démons et les mortels. Les films de ce genre adaptent des histoires tirées le plus souvent de la mythologie indienne racontées dans des textes tels que le Mahabharata, le Ramayana ou les puranas,. Il se différencie du film dévotionnel, lui aussi d'inspiration essentiellement religieuse, mais qui traite plus particulièrement de la vie des saints de l'hindouisme. Certains films brouillent parfois les deux genres ce qui amène à les décrire sous l'expression générique de « drames religieux ».